# Фассбендер, Бригитта
Бриги́тта Фассбе́ндер (нем. Brigitte Fassbaender; род. 3 июля 1939, Берлин, Германия) — немецкая оперная и камерная певица (меццо-сопрано), педагог, режиссёр, театральный менеджер. Каммерзенгер Венской и Баварской государственных опер.

## Биография и творчество
Родилась в Берлине, в Германии, 3 июля 1939 года в артистической семье: её мать — киноактриса Сабина Петерс (нем. Sabine Peters), отец — знаменитый немецкий оперный певец-баритон и педагог — Вилли Домграф-Фассбендер (нем. Willi Domgraf-Fassbaender). После Второй мировой войны семья поселилась в Нюрнберге.
Сначала Бригитта хотела стать киноактрисой, как и её мать, но потом обратилась к опере. В 1958—1961 годах Бригитта училась в Нюрнбергской консерватории (нем. Hochschule für Musik Nürnberg) у своего отца, который был её единственным учителем вокала.
В 1961 году начала свою карьеру оперной певицы, дебютировав в Мюнхене в Баварской государственной опере в партии Никлауса в «Сказках Гофмана» Оффенбаха.
В её репертуаре: Октавиан в «Кавалере розы» Р. Штрауса, Брангена в «Тристане и Изольде» Р. Вагнера, Дорабелла в «Так поступают все» В. А. Моцарта, Кормилица в «Женщине без тени» Р. Штрауса, Графиня Гешвитц в «Лулу» Берга, Шарлотта в «Вертере» Ж. Массне, Клитемнестра в «Электре» Р. Штрауса, и многие другие оперные партии.
Выступала на сценах театров и принимала участие в фестивалях: Ковент-Гарден (с 1971, партия Октавиана), Гранд-Опера (с 1972, партия Брангены), Зальцбургский фестиваль (с 1972, среди лучших партий Дорабелла), Метрополитен Опера (с 1974, дебют в партии Октавиана), Байройтский фестиваль (1983-84), Сан-Франциско, Токио, и другие.
Большое внимание уделяет камерному репертуару, с 1970 года выступает также в качестве камерной певицы. В её репертуар вошли песни Ф. Листа, Р. Штрауса, И. Брамса, Ф. Шуберта, и других композиторов.
С 80-х годов выступает также в качестве режиссёра. Среди режиссёрских постановок: «Кавалер розы» (1989, Мюнхен), английская премьера оперы «Дальний звон» Шрекера (1992, Лидс).
Бригитта Фассбендер сделала около 250 записей, снималась в многочисленных фильмах-операх, телевизионных программах и концертах. Также преподавала мастер-классы, в качестве режиссёра и продюсера посвятила себя развитию карьеры студентов и начинающих молодых певцов.
В 1995 закончил свою карьеру в качестве оперной и камерной певицы, после чего продолжила работу в качестве режиссёра, директора и художественного руководителя различных театров Германии и Австрии.
С 1995 по 1997 годы являлась директором оперы в Брауншвейгском государственном театре (нем. Staatstheater Braunschweig) (Брауншвейг, Германия).
С 1999 по 2012 годы являлась директором и художественным руководителем оперы в Тироле в Инсбруке в Австрии (нем. Tiroler Landestheater).
Бригитта Фассбендер открыла новые грани своего таланта, в 2010 году написав книгу «Лулу — Das Musical» и тексты для успешного мюзикла «Шейлок!» (по шекспировскому «Венецианскому купцу») — второе сотрудничество с композитором Стефаном Kanyar, премьера состоялась в Инсбруке в 2012 году.

## Награды и звания
- Почётное звание «Каммерзенгер» (нем. Kammersängerin) Германии и Австрии: Баварской государственной оперы и Венской оперы.
- Почётная докторская степень.
- 1979 — премия немецких критиков.
- 1985 — музыкальная премия города Франкфурта.
- 1995 — Кавалер ордена Максимилиана «За достижения в науке и искусстве» (Бавария).
- 2004 — музыкальная премия имени Вольфганга Амадея Моцарта.
- 2006 — музыкальная премия города Мюнхена.
- Январь 2011 — Кавалер ордена Почётного легиона (Франция).
- Март 2012 — Кавалер Большого креста ордена Почётного легиона (Франция).

## Дискография

### CD
- Цыганские песни (EMI)
- Бригитта Фассбендер исполняет песни Листа, Мийо и Малера с Irwin Gage (EMI, 1981)
- Дорабелла (дирижёр К. Бём, Foyer)
- Брангена (дирижёр К. Клейбер, Deutsche Grammophon)
- Графиня Гешвитц (дирижёр Тейт, EMI)
- The Very Best Brigitte Fassbaender (EMI 2005)
- The Great Recordings Songs (EMI ICON 2013)

### DVD
- Октавиан («Кавалер розы», Deutsche Grammophon, 1991)
- Гензель (фильм-опера «Гензель и Гретель», в том числе с Эдитой Груберовой, Deutsche Grammophon, 1981, 2005)
- Шарлотта (фильм-опера «Вертер», Пражский симфонический оркестр (ФОК), дирижёр Либор Пешек, режиссёр П. Вайгль, 1985)
- Клитемнестра («Электра», Венская государственная опера, дирижёр Клаудио Аббадо, режиссёр Гарри Купфер, Deutsche Grammophon, 1989)
- «Зимнее путешествие» (режиссёр фильма П. Вайгль, Бригитта Фассбендер исполняет репертуар Вильгельма Мюллера и Франца Шуберта, 1994)